# Deivid (voleibolista)
Deivid Júnior Costa (26 de abril de 1988) é um voleibolista indoor brasileiro, atuante na posição de  Central que  pela Seleção Brasileira conquistou a medalha de ouro no Campeonato Sul-Americano Infanto-Juvenil de 2004 na Colômbia e a prata no Campeonato Mundial Infanto-Juvenil de 2005 na Argélia, assim como foi medalhista de ouro no Campeonato Sul-Americano Juvenil de 2006 no Brasil e também no Campeonato Mundial Juvenil de 2007 no Marrocos.Em clubes foi vice-campeão do World Challenge Cup de 2008 na Argentina, equivalente ao Mundial de Clubes.

## Carreira
Deivid  foi revelado nas categorias de base do Pinheiros onde permaneceu de 2002 a 2005, e vinculado a este surgiu a primeira convocação em 2004 para Seleção Brasileira,categoria infanto-juvenil ,quando conquistou a medalha de ouro no Campeonato Sul-Americano em  Cali-Colômbia em 2004.
No ano seguinte vestiu novamente a camisa da Seleção Brasileira, categoria infanto-juvenil, quando disputou o Campeonato Mundial sediado nas cidades argelinas de  Alger e Oran , edição na qual foi medalhista de prata e vestindo a camisa#14, foi décimo oitavo  entre os maiores pontuadores  da edição, eleito o Melhor Bloqueador de toda competição, ocupando também o décimo sétimo lugar entre os melhores sacadores e o quinquagésimo primeiro  lugar entre os melhores defensores.
Na temporada 2005-06 transferiu-se para o Telemig Celular/Minas , clube que representou o Esporte Clube Pinheiros com a alcunha Pinheiros/Telemig/Ferraz  na conquista do vice-campeonato dos Jogos Abertos do Interior de 2005, em São Bernardo do Campo e no mesmo ano obteve o título inédito do Campeonato Paulista.Disputou pelo Telemig Celular/Minas o Campeonato Mineiro de 2005, conquistando o título , além disso competiu na edição da Superliga Brasileira A 2005-06 conquistando o vice-campeonato nesta edição.
Em 2006 foi convocado para Seleção Brasileira, categoria juvenil,, quando disputou o  Campeonato Sul-Americano sediado em Manaus-Brasil, vestindo a camisa#14 ,e foi medalhista de ouro nesta edição.Renovou com o Telemig Celular/Minas  e representou novamente o Esporte Clube Pinheiros nas competições estaduais de São Paulo, cuja alcunha utilizada foi:Pinheiros/Telemig/Ferraz,  e nesta parceria obteve o bicampeonato consecutivo paulista.No Campeonato Mineiro de 2006 conquistou o bicampeonato consecutivo pelo time adulto e sagrou-se também campeão estadual pelo time juvenil no mesmo ano.Disputou a edição da Superliga Brasileira A 2006-07 desta vez alcançando o título inédito de sua carreira.
Em 2007 recebeu convocação para Seleção Brasileira, para representar o país no Campeonato Mundial Juvenil, este sediado em Casablanca e Rabat no Marrocos, e vestiu a camisa#14 , na conquista da medalha de ouro, individualmente destacou nas estatísticas desta edição sendo eleito o  Melhor Bloqueador, também foi o quarto colocado entre os maiores pontuadores, ocupou  a vigésima segunda  posição entre os melhores defensores  e foi  o vigésimo quinto atleta entres os de melhor saque , sua atuação foi reconhecida durante toda competição ao ser declarado o Melhor Jogador da edição.
Em mais uma jornada esportiva atuou pelo Telemig Celular/Minas, e novamente foi cedido para representar o Esporte Clube Pinheiros, cujo nome utilizado nas competições estaduais paulistas foi Pinheiros/Telemig/AmilBlue, alcançando o vice-campeonato do Campeonato Paulista de 2007.Representando o Telemig Celular/Minas alcançou o tricampeonato mineiro em 2007 e sagrou-se também campeão estadual pelo time juvenil no mesmo ano.
Ainda em 2007 foi vice-campeão da Copa Brasil pelo Telemig Celular/Minas e esteve na equipe que buscava o bicampeonato na Superliga Brasileira A 2007-08, mas alcançou o vice-campeonato ao término desta edição.
Na temporada 2008-09 foi atleta do Tigre/Unisul/Joinville  cujo técnico foi Giovane Gávio  na conquista do vice-campeonato catarinense em 2008 e disputou o World Challenge Cup, na época ainda não chancelado pela Federação Internacional de Voleibol sediada nas cidades argentinas: Rosario e Santa Fe , equivalente ao Mundial Interclubes, alcançou a medalha de prata e disputou a Superliga Brasileira A correspondente, avançando as quartas de final, mas terminou em quinto lugar.
Foi também atleta da Bonsucesso/Montes Claros  no período esportivo 2009-10, por esta equipe conquistou o Campeonato Mineiro de 2009 , vice-campeão da Copa Internacional Banco Província  de Vóley no mesmo ano, realizada em Tortuguitas-Argentina.
Pelo Bonsucesso/Montes Claros conquistou o título do Desafio Globo Minas em 2009 e chegou a grande final da edição da Superliga Brasileira A 2009-10 e alcançou o vice-campeonato.
Na jornada seguinte defendeu o  BMG/São Bernardo   encerrando na quinta posição do Campeonato Paulista de 2010 e  na décima posição na Superliga Brasileira  2010-11.
Reforçou a equipe do Londrina/Sercomtel nas competições de 2011-12 , encerrando na décima segunda posição na Superliga Brasileira A correspondente,  ou seja, último lugar .Na jornada seguinte foi contratado pela Funvic/Midia Fone/Pindamonhangaba para as competições do período 2012-13, encerrando na décima segunda posição, ou seja, em último lugar a correspondente Superliga Brasileira A.
Recebeu convocação para Seleção Brasileira em 2013 visando os treinamentos preparatórios para Copa Pan-Americana no México, mas  ficou inativo na temporada 2013-14, renovou com o Funvic/Taubaté,  e em virtude da cegueira no olho esquerdo, cujo diagnóstico foi de ceratocone e com 21 graus de astigmatismo e durante esta temporada foi submetido a um transplante de córnea.
Após cirurgia e inatividade devido a recuperação, ele retornou as atividades  pelo Funvic/Taubaté na temporada 2014-15,usando um óculos especial durante as partidas e conquistou  o Campeonato Paulista de 2014 e foi inscrito na Superliga Brasileira A 2014-15.

## Títulos e Resultados
- Superliga Brasileira A:2006-07[12]
- Superliga Brasileira A:2005-06, 2007-08[12], 2009-10[47]
- Copa Brasil:2007[36]
- Campeonato Mineiro:2005[10], 2006[18], 2007[34], 2009[43]
- Campeonato Mineiro Juvenil:2006[20], 2007[35]
- Campeonato Paulista:2005[9], 2006[17]
- Campeonato Paulista:2007[32] 2014[29]
- Jogos Abertos do Interior de São Paulo:2005[8]
- Campeonato Catarinense:2008[38]
- Copa Internacional Banco Provincia Vóley:2009[38]
- Desafio Globo Minas:2009[46]

## Premiações Individuais
- MVP do Campeonato Mundial Juvenil de 2007[29]
- Melhor Bloqueador do Campeonato Mundial Juvenil de 2007[25]
- 4º Maior Pontuador do Campeonato Mundial Juvenil de 2007[26]
- Melhor Bloqueador do Campeonato Mundial Juvenil de 2005[5]

## Ligações Externas
- Deivid (pt)[ligação inativa]
- Profile Deivid Costa (en)